# Dżamal Marzuk Aszur Marzuk
Dżamal Marzuk Aszur Marzuk (arab. جمال مرزوق عاشور مرزوق; ur. 11 stycznia 1998) – egipski zapaśnik walczący w stylu klasycznym. Srebrny medalista mistrzostw Afryki w 2018. Złoty medalista mistrzostw arabskich w 2018. Mistrz Afryki juniorów w 2018 i kadetów w 2015 roku.